# 오바 겐지
오바 겐지(일본어: 大場 健史, 1967년 8월 14일~)는 일본의 축구 선수이다.

## 구단 경력
1986년 일본 사커 리그의 닛산 자동차에 입단했다. 1991년 스미토모 금속(가시마 앤틀러스)로 이적했다. 1994년까지 50경기에 출전하여, 2득점을 넣었다. 1993년에 J1리그 준우승. 1995년 가시와 레이솔로 이적했다. 1997년부터 1998년까지 재팬 풋볼 리그의 가와사키 프론탈레에서 뛰었다. 1998년후 현역 은퇴.